# Linda Avey
Linda Avey (Dakota del Sur, 24 de septiembre de 1960) es una bióloga e investigadora estadounidense, cofundadora de la empresa de biotecnología y genómica 23andMe.

## Biografía
Nacida en Dakota del Sur en 1960, Linda Avey se graduó con un BA en Biología en Augustana University, la universidad luterara de Sioux Falls (Dakota del Sur) en 1982.

## Trayectoria
Trabajó durante 20 años en programas de ventas y de desarrollo empresarial de firmas biofarmacéuticas. Ayudó a desarrollar programas de búsqueda para Affymetrix, con sede en San Francisco, y Perlegen Science.
En 2006, cofundó el primer servicio de genética personal del mundo, 23andMe, junto a Paul Cusenza y Anne Wojcicki. En septiembre de 2009, Linda Avey abandonó el proyecto de genómica 23andMe y empezó a trabajar en la Fundación Brainstorm, centrándose en la investigación del Alzheimer.
En 2011, Avey cofundó la empresa We Are Curious, Inc., con Mitsu Hadeishi y Heather Anne Halpert. We Are Curious es un nuevo proyecto que se centra en la integración de los síntomas y experiencias aportados por los pacientes, para ayudar a dar una respuesta individual a problemas de salud.